# トコマンダー
トコマンダーとは1929年（昭和4年）に提出された、衆議院議員総選挙を中選挙区制から小選挙区制に変更することを意図した衆議院議員選挙法改正案。

## 概要
1928年（昭和3年）2月に初の男子普通選挙として第16回衆議院議員総選挙が実施されたが、選挙の結果として議席は政友会を中心とする与党と民政党を中心とする野党が拮抗したため、田中義一内閣は多数派工作に乗り出した。民政党に所属していた床次竹二郎は一部議員を引き連れて新党倶楽部を結成し、政権と融和姿勢を示した。床次は普選後初の通常議会である第56回帝国議会の会期末に政友会と新党倶楽部の議員19人の賛成を得て、衆議院に法案を提出した。
法案は以下の内容が骨子になっていた。
- 人口12万7000人を基準とし、定員1区1人を原則とする。
- 大都市その他の場合は1区3人まで例外と認める。
- 独立選挙区とすることができない小都市は隣接郡部を併合して一選挙区とする。
- 大都市にして定員3人以上の人口ある場合は、これを2区に分ける。
- 選挙区の数は312区とし、現行より190区増加する。1人区は178、2人区は102、3人区32とする。
- 定数は現行466より12人増加した478とする。
- 選挙区において1人でも欠員が生じた場合は直ちに補欠選挙を行う。

床次は衆議院の法案趣旨説明で「小選挙区制で選挙費用を抑える」「議員と選挙民との関係を密接にする」「政界の安定を図ることができる」「補欠選挙の速やかな実施と欠員の早期解消」を挙げた。それに対して野党側は「人口12万7000人に対して理想の1人区がある選挙区でわざわざ隣接地域と合区にして2人区や3人区にしている選挙区があり、与党の党利党略によるもの」「前回の法改正時に選挙区割りの改正は今後10年行わないと明記したことについて、たった1回の選挙で変更するのは軽率」「少数意見を持つ者を議会に送りにくくなる」等として法案に反対した。
野党は衆議院での法案可決を阻止するために牛タン戦術や牛歩戦術を行い、与党が審議を打ち切って採決に持ち込もうとし、審議は混乱した。
3月22日に法案は衆議院本会議で可決されたが、貴族院では審議未了で会期終了日の3月25日に廃案となった。

### 書籍
- 前田英昭『エピソードで綴る国会の100年 : 明治・大正・昭和・平成』原書房、1990年11月。ASIN 4562021594。ISBN 4-562-02159-4。 NCID BN05674120。OCLC 673278983。全国書誌番号:91023440。
- 村瀬信一『首相になれなかった男たち : 井上馨・床次竹二郎・河野一郎』吉川弘文館、2014年9月。ASIN 4642038361。ISBN 978-4-642-03836-2。 NCID BB16484246。OCLC 890702006。全国書誌番号:22460600。
- 朝日新聞社 編『新聞語辞典』 8巻《1956年版》、朝日新聞社、1955年9月。ASIN B000JAZD12。doi:10.11501/2481954。 NCID BN01760253。OCLC 674546406。全国書誌番号:56016768。

### 論文
- 前田英昭「床次の小選挙区制法案と議事妨害」『政治学論集』第36巻、駒澤大学法学部、1993年1月、59-96頁、ISSN 0286-9888、NAID 110000189856、OCLC 5180639087、国立国会図書館書誌ID:3510755。